# MRM1
MRM1 (англ. Mitochondrial rRNA methyltransferase 1) – білок, який кодується однойменним геном, розташованим у людей на 17-й хромосомі. Довжина поліпептидного ланцюга білка становить 353 амінокислот, а молекулярна маса — 38 638.
| 10         |  | 20         |  | 30         |  | 40         |  | 50         |
| ---------- |  | ---------- |  | ---------- |  | ---------- |  | ---------- |
| MALLSTVRGA |  | TWGRLVTRHF |  | SHAARHGERP |  | GGEELSRLLL |  | DDLVPTSRLE |
| LLFGMTPCLL |  | ALQAARRSVA |  | RLLLQAGKAG |  | LQGKRAELLR |  | MAEARDIPVL |
| RPRRQKLDTM |  | CRYQVHQGVC |  | MEVSPLRPRP |  | WREAGEASPG |  | DDPQQLWLVL |
| DGIQDPRNFG |  | AVLRSAHFLG |  | VDKVITSRRN |  | SCPLTPVVSK |  | SSAGAMEVMD |
| VFSTDDLTGF |  | LQTKAQQGWL |  | VAGTVGCPST |  | EDPQSSEIPI |  | MSCLEFLWER |
| PTLLVLGNEG |  | SGLSQEVQAS |  | CQLLLTILPR |  | RQLPPGLESL |  | NVSVAAGILL |
| HSICSQRKGF |  | PTEGERRQLL |  | QDPQEPSARS |  | EGLSMAQHPG |  | LSSGPEKERQ |
| NEG        |  |            |  |            |  |            |  |            |

A: Аланін

C: Цистеїн

D: Аспарагінова кислота

E: Глутамінова кислота

F: Фенілаланін

G: Гліцин

H: Гістидин

I: Ізолейцин

K: Лізин

L: Лейцин

M: Метіонін

N: Аспарагін

P: Пролін

Q: Глутамін

R: Аргінін

S: Серин

T: Треонін

V: Валін

W: Триптофан

Кодований геном білок за функціями належить до трансфераз, метилтрансфераз. 
Задіяний у таких біологічних процесах, як процесинг рРНК, альтернативний сплайсинг. 
Білок має сайт для зв'язування з S-аденозил-L-метіоніном. 
Локалізований у мітохондрії.